# Angel Eyes
Angel Eyes ist ein US-amerikanisches Filmdrama von Luis Mandoki mit Jennifer Lopez und James Caviezel aus dem Jahr 2001.

## Handlung
Die Chicagoer Polizistin Sharon Pogue rettet einen Schwerverletzten als einzigen Überlebenden eines größeren Autounfalls. Ein Jahr später verfolgt sie nach einem Mordanschlag zwei flüchtige Täter und gerät in eine lebensgefährliche Situation. Ein ihr Unbekannter, der sich nur „Catch“ nennen lässt, rettet sie. Sie lernt den Mann, Steven Lambert, näher kennen, und es entwickelt sich mit der Zeit eine erotisch-freundschaftliche Beziehung. Sie findet einiges über Stevens Vergangenheit heraus, die dieser mehr oder weniger erfolgreich zu verdrängen versucht, und hilft ihm letztlich dabei, alles zu verarbeiten. Bei dem Autounfall vor einem Jahr war Stevens Familie getötet worden, seine Schwiegermutter landete im Rollstuhl, und Steven gibt sich die Schuld an allem. Steven kann Sharon ebenfalls dabei behilflich sein, mit ihren persönlichen Problemen umzugehen und sie zu bewältigen.
Sharon streitet mit ihren Eltern Josephine und Carl. Diese wollen ihr Ehegelöbnis nochmals erneuern, nachdem Carl gewalttätig gegen Josephine geworden war und diese ihm verziehen hatte. Sharon musste als Polizistin seinerzeit gegen ihren eigenen Vater vorgehen und hat seither ein kühles bis angespanntes Verhältnis zu ihm. Als sich eine vergleichbare Situation mit ihrem Bruder und dessen Frau wiederholt, weigert sich Sharon definitiv, die Einladung zur Hochzeit ihrer Eltern anzunehmen, da sie entsprechenden Ärger und weitere Zerwürfnisse vermeiden will. Am Schluss nimmt sie jedoch trotzdem an der Trauzeremonie teil und klärt die Probleme mit den Eltern auf ihre Weise, bevor sie mit Steven, der inzwischen endgültig Abschied von seiner toten Familie genommen hat, in ein neues Leben fährt.

## Hintergrund
Der Film wurde vom 8. Mai 2000 bis Anfang August 2000 in Chicago, Elora und Toronto gedreht. Am 15. Mai 2001 feierte der Film seine Premiere in den USA. In Deutschland war der Film erstmals am 25. Oktober 2001 zu sehen, in Österreich einen Tag später. In den Schweizer Kinos wurde er ab dem 7. November 2001 gezeigt. Das Budget des Films wird auf 38 Millionen US-Dollar geschätzt. Am Eröffnungswochenende wurden in den USA über 9,2 Millionen US-Dollar eingespielt. Insgesamt beliefen sich die Einnahmen an den US-amerikanischen Kinokasse auf über 24 Millionen US-Dollar. In der ersten Kinowoche wurden an den deutschen Kinokassen über 120.000 Zuschauer gezählt, in der Schweiz waren es gut 23.000 Besucher.
Ben Affleck und Aaron Eckhart waren ursprünglich für die Rolle des Steven „Catch“ Lambert vorgesehen. In Angel Eyes wirken zwei Darsteller mit, die in anderen Filmproduktionen bereits die Rolle des Jesus von Nazareth verkörpert haben. Während Jeremy Sisto 1999 in Die Bibel – Jesus zu sehen war, stellte James Caviezel Jesus 2004 in Die Passion Christi dar.

## Kritik
In englischsprachigen Medien wurde der Film überwiegend negativ beurteilt. Basierend auf der Auswertung von 132 Kritiken wird auf Rotten Tomatoes eine Positivquote von lediglich 32 Prozent ausgewiesen.
Die Redaktion von TV 14 schrieb in der Ausgabe 13/2006, der Film sei ein „packender und unterhaltsamer Mix aus Mystery-Thriller, Romanze und Psychostudie.“ Jonathan Rosenbaum lobte im Chicago Reader das Spiel von Lopez und Caviezel, kritisierte zugleich jedoch das Drehbuch.
Das Lexikon des internationalen Films befand, der Film sei ein „geschickt konstruiertes und erzähltes Melodram, dem es nicht um glatte Unterhaltung geht, sondern das zwei vom Schicksal gezeichnete Menschen porträtiert, die einander zur Hilfe werden. Überzeugend auch dank der guten Hauptdarsteller.“

## Nominierungen und Auszeichnungen
Jennifer Lopez erhielt 2002 eine Nominierung für die Goldene Himbeere als schlechteste Schauspielerin. Im selben Jahr wurden Jennifer Lopez in der Kategorie „herausragende Schauspielerin“ und Luis Mandoki in der Kategorie „herausragender Regisseur“ für den ALMA Award nominiert. 2003 gewann der Musiktitel „Good Morning Beautiful“ den ASCAP Film and Television Music Award als häufigst gespielter Titel aus einem Spielfilm. 2010 wurde Jennifer Lopez für die Goldene Himbeere als „schlechteste Schauspielerin des Jahrzehnts“ nominiert.
Die Deutsche Film- und Medienbewertung FBW in Wiesbaden verlieh dem Film das Prädikat wertvoll.